# Прокул Юлій
Прокул Юлій (лат. Proculus Julius; VIII ст. до н. е.) — легендарний римський патрицій, котрий засвідчив перетворення Ромула на бога Квіріна.

## Біографія
Згідно Плутарху Прокул Юлій приїхав з  Альба-Лонги до Риму та був товаришем Ромула. Після раптового зникнення царя під час військових зборів біля Козячого болота, поширилися чутки начебто патриції розірвали царя на шматки та сховали його рештки під тогами. Вгамувати натовп вдалося саме Прокулу Юлію. Він розповів як під час подорожі з Альба-Лонги до Риму зустрів Ромула у подобі бога Квіріна, та передав його пророцтво про майбутню велич Риму. Вражений натовп заспокоївся та розійшовся. Згодом Прокул Юлій був одним з кандидатів на посаду царя, але наступним володарем був обраний Нума Помпілій. Прокул разом з іншим колишнім кандидатом, Велесом, були відправлені до Нуми Помпілія, щоб запросити його на царство.

## Гіпотези дослідників
Боданська Н. Е. вважала оповідання про Прокула пізнім додатком у легенду. Він був зроблений якимсь представником роду Юліїв, щоб підкреслити давність роду, альбанське походження та роль його предків в історії Риму.
На думку російського дослідника Олександра Коптева, Прокул Юлій був ритуальним нареченим з Альба-Лонги. Він повинен був одружитися з Прімою, дочкою Ромула, та стати новим царем. Однак населення Риму обрало новим царем сабінянина Нуму Помпілія. Дослідник також припускав, що третій цар, Тулл Гостілій, був сином Прокула Юлія від дочки Ромула.

## Етимологія імені
лат. Proculus від архаїчного лат. Procer — укр. наречений, очільник.